# احمت‌پاشا، بارتین
احمت‌پاشا، بارتین (به لاتین: Ahmetpaşa, Bartın) یک  Köy  در ترکیه است که در استان بارتین واقع شده‌است.

## خصوصیات
احمت‌پاشا ۳۷۱ نفر جمعیت دارد.